# Peter Marius Andersen
Peter Marius Andersen (født 25. april 1885 i København, død 20. marts 1972 på Kommunehospitalet i København) var en dansk fodboldspiller, som spillede én kamp for landsholdet og var med til at vinde sølvmedalje ved OL 1908. Han spillede i Boldklubben Frem.
Andersen deltog i Danmarks første officielle landskamp, spillet ved OL 1908, da Danmark vandt med 9-0 mod Frankrig. Han var den eneste af de 11 spillere i Danmarks første landskamp, der ikke siden fik endnu en landskamp.